# Lyra
〈Lyra〉는 잉글랜드의 싱어송라이터 케이트 부시의 노래이다. 부시가 홀로 작사·작곡 및 프로듀싱을 하였다. 원래 월트 디즈니 픽처스의 2000년도 영화 《다이너소어》에서 〈Out of the Storm〉이라는 이름으로 사용될 예정이었으나, 디즈니와 부시 간의 가사에 관한 의견 차이로 무산되었다. 이후 2007년 필립 풀먼의 소설 《황금나침반》을 원작으로 한 동명의 영화를 위해 기존 곡을 기반으로 새로 곡을 작업하였다. 노래의 녹음부터 마무리 믹싱까지 끝내는데 열흘 정도의 시간이 소요되었다. 노래의 대부분이 부시의 보컬에 중점을 두었으며, 가사에서는 영화의 여주인공 및 작품에 관한 언급이 많이 포함되어 있다.
2007년 11월에 개봉한 영화에서는 엔딩 크레디트에 삽입되었으며, 영화 외적으로는 BBC 라디오 6 뮤직을 통해 처음으로 공개했다. 같은 해 12월에는 영화 사운드트랙 음반의 아이튠즈를 통해 발매되었다. 노래 다운로드만을 통해 영국 싱글 차트에서 187위를 기록하였다. 일부 매체에서는 부시의 최고의 싱글 및 노래 중 하나로 꼽았으며, 2007년에는 새틀라이트상 주제가상 후보에 이름을 올렸다. 2018년과 2019년 부시의 재발매 프로젝트를 통해 두 차례 재발매가 이루어졌다.

## 배경 및 작업
1999년, 월트 디즈니 픽처스는 부시에게 애니메이션 영화 《다이너소어》에 사용될 노래를 만들어달라고 부탁했다. 〈Out of the Storm〉이라는 이름이 붙은 노래를 받은 디즈니는 가사를 수정해달라는 제안을 하였지만, 부시는 이를 거절했다. 이후 디즈니가 노래를 가사가 없는 기악곡으로 만들어달라는 요청을 하자 부시가 다시 한 번 거절하며 협업이 최종적으로 무산되었다. 《다이노소어》의 감독 에릭 레이튼은 USA 투데이에 "나머지 노래는 모두 기악곡이었고, 목소리가 들어간 노래가 [시사회의] 관객들을 혼란스럽고 불안하게 하는 것 같았다"라고 전했고, 당시 디즈니 프로듀서였던 베이커 블러드워스는 극적인 장면에 노래를 삽입하는 실험에 대해 "그녀는 그 순간을 위해 가슴 아프고 아름다운 노래를 썼다. 우리는 그 노래를 삽입했다. 아름다웠다. 하지만 효과가 없었다. 어울리지 않는 느낌이었다"라고 밝혔다.
부시의 팬 잡지 홈그라운드와 인터뷰를 진행한 델 파머에 따르면, 2007년 여름 필립 풀먼이 부시의 집에 방문하였다. 이후 부시는 풀먼의 소설 3부작 시리즈 황금나침반의 첫 번째 편 《황금나침반》의 영화를 배급하는 뉴 라인 시네마와 몇 달 간 간헐적으로 연락을 취했고, 영화의 총괄 프로듀서 중 한 명인 일린 메이젤이 노래를 의뢰하였다. 자신의 웹사이트에 〈Lyra〉의 작업에 관한 글을 게재한 파머에 따르면, 노래 작업을 위해 맨 처음 부시는 며칠 동안 노래를 만들고, 그 후 자신의 집에 있는 프로 툴스를 이용해 대략적인 데모를 만들었다. 부시는 《다이노소어》를 위해 쓴 노래를 기반으로 하여 새로운 노래를 만들어갔다. 부시는 이미 원작인 책을 읽었기 때문에 영화를 보기 전 대략적인 노래를 구상할 수 있었다. 노래의 가사를 쓸 당시 부시의 아들인 앨버트가 가사 "And her soul walks beside her"라는 가사를 구상하였고, 부시는 문구를 노래에 사용했다.
이후 부시와 파머는 합창단이 녹음을 최대한 빨리 하도록 키보드와 리드 보컬을 스튜더 A827로 녹음했다. 편집 및 믹싱을 하기 위해 프로 툴스로 노래를 보낸 이후, 애비 로드 스튜디오가 제공한 작은 장치로 합창단의 백 보컬을 녹음했다. 합창단은 소설의 배경이기도 한 옥스퍼드 대학교의 모들린 칼리지 성가대의 남자아이들로 구성되었다. 개중에는 앨버트도 속해 있었으며, 부시는 직접 칼리지로 가서 녹음을 진행했다. 합창단의 감독이었던 빌 아이브스는 "부시가 영화가 개봉될 때 합창단원 모두가 영화를 볼 수 있도록 매우 친절하게 돈을 지불하겠다고 제안했다"고 말했다.
부시는 같은 날 오후 애비 로드 스튜디오로 돌아와 5.1 서라운드 믹스를, 이튿날 스테레오 믹스를 진행했다. 파머는 영화의 사운드트랙이 모두 애비 로드 스튜디오에서 이루어졌기 때문에 같은 스튜디오에서 하는 것이 "이치에 맞았다"라고 언급했다. 또한 이 모든 과정이 "열흘 정도 걸렸다"라고 밝혔다. 당시 EMI 레코드의 CEO였던 토니 워즈워스는 "그녀는 노래가 필요하기 한 달 전에 연락을 받았고 마감을 지켰다"라며 부시가 "정말로 그것을 하고 싶어했다"라고 덧붙였다. 뉴 라인 시네마의 폴 브루섹은 부시가 풀먼과 친구였기 때문에 〈Lyra〉가 열정이 담긴 프로젝트였다고 언급했다.

## 음악
〈Lyra〉는 3분 19초 길이의 4
4 박자 라장조의 노래로, 거의 전적으로 부시의 보컬에 중점을 둔 작품이다. 작가 존 판데르키스터는 "에냐의 가장 잘 알려진 작품과 매우 비슷한 분위기로 페어라이트가 이끌고 가는 느린 앰비언트의 노래"라고 표현했다. 로스앤젤레스 타임스의 토드 마턴스 노래에 사용된 바람 부는 소리가 평소 따뜻한 부시의 보컬 스타일에 차가움을 더하며, 합창단의 찬송가적인 소리와 거리를 두게 해 부시가 가수보다는 연설자처럼 느끼게 한다고 표현했다. 가디언의 알렉시스 페트리디스는 "앰비언트 신스와 코러스로 쓰인 합창곡이 감미롭게 노래를 감싼다"고 표현했다. 브루섹은 노래를 "팝송이 아닌 아름다운 악보에서 나오는 음시(音詩)"라고 묘사했다. 가사에서는 다코타 블루 리처즈가 분한 여주인공 라이라 벨라쿠아(Lyra Belacqua)에 관한 미스터리 등 영화와 직접적으로 관련된 이야기가 대부분을 차지한다. 부시는 "라이라와 그녀의 여정에 관한 노래이다. 나는 영화에서 일어난 일이 노래에 반영되기를 원했다"고 언급하였다. 마턴스는 이런 〈Lyra〉와 영화의 서사 간의 깊은 관계성을 두고 "영화 외적으로는 많은 삶을 살지 못할 것"이라고 빗대어 발언했다.

## 발매 및 반응
2007년 11월 13일, 타임워너는 부시가 《황금나침반》에 사용될 〈Lyra〉를 녹음하였다는 사실을 공식적으로 발표하였다. 〈Lyra〉는 2005년 《Aerial》의 발매 이후 부시가 최초로 발매하는 작품으로 2007년 11월 22일, BBC 라디오 6 뮤직 스티브 라마크의 라운드테이블을 통해 처음으로 공개됐다. 같은 해 12월 7일 전 세계적으로 공개된 영화 내에서는 엔딩 크레디트에 사용됐다. 사운드트랙은 12월 11일 아이튠즈를 통해 발매되었으며, 실물 음반은 이듬해 1월 22일에 발매됐다. 〈Lyra〉는 영국 싱글 차트에서 아이튠즈에서 공개된 사운드트랙 내 트랙 다운로드만으로 187위를 기록했다. 클래식 팝 매거진은 "음악적인 승리이나, 영화에 홍보가 되는데는 별 도움이 되지 못했다"고 얘기했다. 엔터테인먼트 위클리는 영화의 배급사가 뉴 라인 시네마가 〈Lyra〉를 아카데미 주제가상 후보에 오르도록 캠페인을 하고 있다고 보도했다. 2018년에는 부시의 모든 작품을 재발매하는 《Kate Bush Remastered》를 통해 〈Lyra〉 또한 재발매되었으며, 이듬해 3월에는 〈Lyra〉를 포함해 B사이드, 12인치 믹스 및 다른 노래가 포함된 《The Other Sides》를 CD로 발매하였다.
올뮤직의 제임스 레너드는 사운드트랙 리뷰에서 〈Lyra〉를 "전형적으로 특이하지만 이상하게 잊히지 않는" 노래라고 묘사하며 "영화와 사운드트랙을 모두 끝내는 적절한 방법"이라고 호평했다. 마턴스는 노래를 "앞으로 다가올 더 멋진 것을 위한 작고 짧은 합창 전주곡"이라고 묘사하며, "그녀의 가장 강력한 작품 중 하나는 아니지만, 〈Lyra〉는 여전히 부시가 다른 이들처럼 보컬리스트란 것을 보여준다"고 표현했다. 데일리 텔레그래프는 노래가 "오스카 최우수 주제가상을 수상해야 했었다"고 언급하였다. 반면 전기 작가 그레이엄 톰슨은 "전성기에서 동떨어진, 축 처진 노래로, 심지어 빠른 작업 속도는 잘못 된 것임을 증명했다"고 혹평했다.
2016년 오피셜 차트 컴퍼니가 공개한 가장 많이 다운로드된 부시의 노래 목록에서 〈Lyra〉는 15번째에 이름을 올렸다. 데일리 텔레그래프는 같은 해 케이트 부시의 싱글에 순위를 매기는 글에서 31개의 싱글 중 〈Lyra〉를 13위로 선정한 반면, 2018년 동일한 주제로 가디언에서는 29개의 곡 중 23위로 꼽았다. 클래식 팝은 케이트 부시의 전체 노래 중 18위로 노래를 선정하였다. 한편 2022년, NME는 《황금나침반》에서의 〈Lyra〉 사용을 부시의 노래가 미디어에서 쓰인 최고의 순간 중 하나로 꼽았다. 〈Lyra〉는 2007년 새틀라이트상에서 주제가상 후보에 올랐지만, 클린트 이스트우드와 캐롤 베이어 세이저의 〈Grace Is Gone〉에 밀려 수상에는 실패했다.

## 참여진
크레디트는 《황금나침반》 사운드트랙의 라이너 노트에서 발췌했다.
- 케이트 부시 – 작사·작곡, 프로듀싱, 목소리
- 옥스퍼드 모들린 칼리지 성가대원 – 피처링
- 빌 아이브스 – 힙창단 감독
- 델 파머 – 녹음 및 믹싱 엔지니어
- 제임스 브렛 – 합창곡 편곡
- 조너선 알렌 – 합창곡 녹음
- 리처드 헤일 – 녹음 보조
- 짐 존스 – 총괄 엔지니어

### 참고 자료
- 키스터, 존판데르 (2021년 2월 22일). 《Kate Bush: Song by Song》. 폰틸 미디어. ISBN 978-1-78155-824-9.
- 톰슨, 그레이엄 (2014년). 《Under the Ivy: The Life & Music of Kate Bush》 (영어). 런던: 옴니버스 프레스. ISBN 978-1-78305-747-4.
- 메케이스미스, 알렉산더 (2000년 12월 15일). “Disney pushes the animation envelope”. 《재팬 타임스》. 2010년 7월 4일에 원본 문서에서 보존된 문서.
- 홈그라운드 (2007년 여름).  피츠제럴드모리스, 크리스티나; 피츠제럴드모리스, 피터; 크로스, 데이브, 편집. “Homeground: The 25th Anniversary Special”. 78호.
- 본드, 제프 (2007년). “Clef Notes”. 더 할리우드 리포터. 2023년 2월 27일에 확인함 – 프로퀘스트 경유. (가입 필요).
- “Front-runners in the Oscar best song race”. 더 할리우드 리포터. 2008년 1월 4일. 2021년 11월 28일에 원본 문서에서 보존된 문서. 2023년 2월 27일에 확인함.
- 파머, 델 (2007년). “Verbal Stuff”. 《delpalmer.com》. 2007년 12월 8일에 원본 문서에서 보존된 문서.
- 테이섬, 조 (2022년 11월 28일). “The Kate Bush song that was inspired by Disney”. 《파 아웃 매거진》. 2022년 11월 28일에 원본 문서에서 보존된 문서. 2023년 2월 26일에 확인함.
- 달레산드로, 앤서니 (2007년 12월 11일). “Oscar contenders for best song”. 버라이어티. 2023년 6월 10일에 원본 문서에서 보존된 문서. 2023년 6월 10일에 확인함.
- 헨첼, 요아힘 (2013년 7월 30일). “Rewind Today 1958: Happy Birthday, Kate Bush!”. 《롤링 스톤 저먼》 (독일어). 2013년 8월 6일에 원본 문서에서 보존된 문서. 2023년 6월 10일에 확인함.
- “KATE BUSH RECORDS NEW SONG”. 언컷. 2007년. 2008년 5월 9일에 원본 문서에서 보존된 문서.
- 톰슨, 그레이엄 (2015년). 《Under the Ivy: The Life & Music of Kate Bush》 (영어). 런던: 옴니버스 프레스. ISBN 978-1-7803-8146-6.
- “Kate Bush sings for Pullman film”. 《옥스퍼드 메일》. 2007년 11월 16일. 2021년 4월 22일에 원본 문서에서 보존된 문서. 2023년 2월 26일에 확인함.
- 웨이트, 데비 (2007년 11월 19일). “Choir and Kate Bush team up for film”. 《옥스퍼드 메일》. 2008년 5월 9일에 원본 문서에서 보존된 문서. 2023년 2월 26일에 확인함.
- 《Lyra from the Golden Compass》. 알프레드 뮤직. 2008년. 00-29989. 2023년 2월 26일에 원본 문서에서 보존된 문서.
- 마턴스, 토드 (2007년 11월 25일). “Charting Kate Bush's 'Compass' tune”. 《로스앤젤레스 타임스》. 2007년 12월 19일에 원본 문서에서 보존된 문서.
- 페트리디스, 알렉시스 (2018년 11월 23일). “Kate Bush – every UK single ranked!”. 《가디언》. 2023년 1월 29일에 원본 문서에서 보존된 문서. 2023년 2월 26일에 확인함.
- 맥도너, 캔디스 (2007년 11월 13일). “Kate Bush Records Original Song "Lyra" for the New Line Cinema Fantasy Epic The Golden Compass”. 타임워너. 2008년 5월 13일에 원본 문서에서 보존된 문서.
- 라마크, 스티브 (2007년). “Tracklisting: Thursday 22 November”. BBC 라디오 6 뮤직. 2007년 11월 25일에 원본 문서에서 보존된 문서.
- 부시, 케이트 (2007년). “Home”. 《katebush.co.uk》. 2007년 12월 15일에 원본 문서에서 보존된 문서.
- “Classic Pop Presents Kate Bush: 40 Anniversary Edition”. 《클래식 팝》. 특별호. 2018년 2월.
- 스펄링, 니콜 (2007년 11월 13일). “Kate Bush: Oscar contender?”. 엔터테인먼트 위클리. 2007년 11월 19일에 원본 문서에서 보존된 문서.
- 리드, 라이언 (2018년 10월 4일). “Kate Bush Preps Remastered Box Set With Rarities, Covers”. 롤링 스톤. 2023년 2월 13일에 원본 문서에서 보존된 문서. 2023년 2월 26일에 확인함.
- 레이트먼, 셸비 (2019년 2월 22일). “Kate Bush to Release Four-Disc ‘The Other Sides’ Collection”. 빌보드. 2023년 1월 23일에 원본 문서에서 보존된 문서. 2023년 2월 26일에 확인함.
- 레너드, 제임스. “The Golden Compass [Original Motion Picture Soundtrack]”. 《올뮤직》. 2022년 11월 18일에 원본 문서에서 보존된 문서. 2023년 2월 26일에 확인함.
- 마이어스, 저스틴 (2016년 11월 30일). “Kate Bush’s Official Top 20 most downloaded songs revealed”. 오피셜 차트 컴퍼니. 2022년 5월 18일에 원본 문서에서 보존된 문서. 2023년 6월 10일에 확인함.
- “Kate Bush: her 31 UK singles from worst to best”. 《텔레그래프》. 2016년 11월 29일. 2023년 1월 23일에 원본 문서에서 보존된 문서. 2023년 2월 26일에 확인함. (구독 필요).
- 웨이드, 이언 (2021년 8월 19일). “Top 40 Kate Bush Songs”. 클래식 팝. 2023년 1월 26일에 원본 문서에서 보존된 문서. 2023년 2월 26일에 확인함.
- 보몬트, 마크 (2022년 6월 9일). “Kate Bush’s best on-screen syncs – from ‘Stranger Things’ to ‘Being Human’”. 《NME》. 2023년 1월 20일에 원본 문서에서 보존된 문서. 2023년 2월 26일에 확인함.
- 맥스웰, 에린 (2007년 12월 17일). “Satellite Award winners announced”. 버라이어티. 2022년 12월 26일에 원본 문서에서 보존된 문서. 2023년 2월 26일에 확인함.
- 데스플라, 알렉상드르 (2007년). 《The Golden Compass (Original Motion Picture Soundtrack)》 (CD 부클릿). 미국: 뉴 라인 레코드. NLR39101.